# Abacetus ater
Abacetus ater es una especie de escarabajo terrestre de la subfamilia Pterostichinae.  Fue descrita por WJMacleay en 1871 y es una especie endémica que se encuentra en Australia. 